# Stawek (województwo kujawsko-pomorskie)
Stawek – wieś w Polsce położona w województwie kujawsko-pomorskim, w powiecie włocławskim, w gminie Baruchowo.
W latach 1975–1998 miejscowość położona była w województwie włocławskim. Według Narodowego Spisu Powszechnego (III 2011 r.) liczyła 30 osób. Jest najmniejszą miejscowością gminy Baruchowo.